# South River (Ontario)
South River to wieś (ang. village) w Kanadzie, w prowincji Ontario, w dystrykcie Parry Sound.
Powierzchnia South River to 4,04 km².
Według danych spisu powszechnego z roku 2001 South River liczy 1040 mieszkańców (257,43 os./km²).